# Stictoptera steirialis
Stictoptera steirialis là một loài bướm đêm trong họ Noctuidae.